# Wake Up Dead
«Wake Up Dead» — пісня американського треш-метал-гурту Megadeth, головний сингл з альбому 1986 року Peace Sells… but Who's Buying?. Відтоді вона стала одною з основних композицією на їхніх концертах, будучи шостою піснею, яку найчастіше грає Megadeth.

## Текст пісні
«Wake Up Dead» містить лірику, що описує чоловіка, який зраджував своїй дружині чи дівчині та пробирається до свого будинку, знаючи, що якщо партнерка дізнається про коханку, вона вб'є його. Мастейн заявляв, що пісня була написана про його зраду дівчині, з якою він жив. Він залишився з нею тільки, тому що на той час був бездомним і йому потрібно було десь жити. На жаль, він був закоханий в іншу дівчину і думав, що та, з якою він жив, злиться, тому що він їй зраджує. Йому довелося залишити її, бо думав, що вона мала намір його вбити.

## Музичне відео
На пісню було знято кліп, режисером якого стала Пенелопа Сфіріс. Відео починається з кадру сцени, оточеної металевою огорожею. Навколо збирається група фанатів, які кидаються до сцени, і група починає грати. Під час концерту фанати займаються серфінгом та лазять по паркану. Відео вийшло 28 квітня 1987 року.

## Нагороди
| Рік  | Видання      | Країна          | Нагорода                                      | Місце |
| ---- | ------------ | --------------- | --------------------------------------------- | ----- |
| 2022 | Louder Sound | США             | Рейтинг 20 найкращих пісень Megadeth          | 7     |
| 2018 | Billboard    | Велика Британія | '15 найкращих пісень Megadeth: вибір критиків | 3     |

## Треклист
Семидюймове видання
1. «Wake Up Dead»
2. «Good Mourning/Black Friday»

Дванадцятидюймове видання
1. «Wake Up Dead»
2. «Black Friday» (Наживо)
3. «Devils Island» (Наживо)

Видання на касеті
1. «Wake Up Dead»
2. «Black Friday» (Наживо)
3. «Devils Island» (Наживо)

## Чарти
| Чарт (1986) | Найвища позиція position |
| ----------- | ------------------------ |
| UK Singles  | 65                       |

## Версія Lamb of God
Американський гевіметал-гурт Lamb of God записав кавер-версію на пісню разом з Дейвом Мастейном у 2022 році. В записі, опублікованому 1 квітня 2022 року, є внески всіх чотирьох нинішніх учасників Megadeth, хоча лише Мастейн зазначений як відомий виконавець.

#### Передісторія
Починаючи з 2021 року, Megadeth і Lamb of God вирушили в тур під назвою «Metal Tour of The Year». Щоб відсвяткувати, гурти вирішили записати пісню разом. Однак це не перша їхня співпраця. Колишній барабанщик Lamb of God Кріс Адлер, брат гітариста Віллі Адлера, грав на барабанах в альбомі Megadeth 2016 року Dystopia. Фронтмен Megadeth Дейв Мастейн прокоментував: «Нам було приємно грати з Lamb of God на їхній кавер-версії „Wake Up Dead“, майже так само весело, як ми будемо грати щовечора в „Metal Tour of the Year“. З нетерпінням чекаю всіх!», а вокаліст Lamb of God Ренді Блайт заявив: «Який кращий спосіб розпочати [тур], ніж невеликий міжгруповий джем? Усі дев'ять учасників Megadeth і Lamb of God грають класичний треш [в пісні]».

#### Музичне відео
У кліпі на пісню кожен музикант записує свою частину композиції зі свого будинку.

#### Учасники запису

##### Lamb of God
- Ренді Блайт — вокал
- Марк Мортон — соло-гітара (перше соло)
- Віллі Адлер — ритм-гітара
- Джон Кемпбелл — бас
- Арт Круз — ударні

##### Запрошені музиканти
- Дейв Мастейн — головний вокал, головна гітара (2-е та 4-е соло), бек-вокал
- Кіко Лурейро — соло-гітара (3-є соло), бек-вокал
- Джеймс Ломенцо — бек-вокал
- Дірк Верб'юрен — бек-вокал

## Інші кавер-версії
- Американський мелодійний дез-метал гурт World Under Blood у 2011 році записав кавер-версію для свого дебютного альбому Tactical.
- Під час карантину, викликаного COVID-19, учасники Exodus, Overkill і Shadows Fall записали свою кавер-версію[15].